# Пфарркирхен-им-Мюлькрайс
Пфарркирхен-им-Мюлькрайс (нем. Pfarrkirchen im Mühlkreis) — коммуна (нем. Gemeinde) в Австрии, в федеральной земле Верхняя Австрия. 
Входит в состав округа Рорбах.  Население составляет 1555 человек (на 31 декабря 2005 года). Занимает площадь 31 км². Официальный код  —  41327.

## Политическая ситуация
Бургомистр коммуны — Йохан Мозер (АНП) по результатам выборов 2003 года.
Совет представителей коммуны (нем. Gemeinderat) состоит из 19 мест.
- АНП занимает 14 мест.
- СДПА занимает 5 мест.